# Veliki Barjak
Koordinati:   43°03′15″N, 16°02′39″E
Veliki Barjak je majhen nenaseljen otoček v Jadranskem morju. Pripada Hrvaški.
Veliki Barjak leži okoli 0,4 km zahodno od otoka Vis. Površina otočka meri 0,018 km². Dolžina obalnega pasu je 0,58 km.